# CKY (фильмы)
Серия фильмов CKY — это серия видеороликов, снятых Бэмом Марджерой, Брэндоном Дикамилло и другими жителями города Уэст-Честер, Пенсильвания, США. CKY — сокращение от Camp Kill Yourself, в переводе с англ. — «Лагерь „Убей себя“». Фильмы стали частью того, что в конечном итоге превратилось в медиафраншизу «Чудаки».
Было выпущено четыре видео, «Landspeed представляет: CKY» (позднее названный CKY), CKY2K, CKY3 и «CKY4: Новейший и величайший». Существует также документальный DVD CKY, который является дополнением к набору CKY Box Set, а также два набора CKY Trilogy, оба из которых являются компиляционными DVD, содержащими сцены из предыдущих фильмов CKY. Видео были названы в честь брата Бэма Марджеры Джесса и его группы CKY.
В роликах Бэм Марджера, Брэндон Дикамилло, их друзья и родственники Марджеры выполняют различные трюки и розыгрыши, перемежающиеся с кадрами катания Марджеры и других профессиональных скейтбордистов. Фирменной чертой этих роликов является показ неудачных попыток выполнения трюков, за которыми сразу же следует трюк, выполненный тем же скейтером. CKY зародился, когда Марджера и его друзья учились в одном классе графического искусства в школе в Уэст-Честере, Пенсильвания. Во время уроков они выходили в поле и снимали сценки, которые в итоге были собраны в серию CKY. В интервью 2002 года Марджера сказал, что было продано более 400 000 копий фильмов.
В 2018 году продюсер Джо Франц подтвердил, что он начал ремастеринг всех четырёх видео для выпуска в HD в ближайшем будущем. Они вышли в 2019 году на ныне несуществующем стриминговом сервисе DCTV. В 2021 году продюсер Зера Старкэт объявил uncut.remastered — второй проект ремастеринга для серии.

## Команда CKY
Помимо Марджеры и Дикамилло, в основной состав команды CKY входили брат Марджеры Джесс, Райан Данн, Крис Рааб (Рааб Химселф) и Рэйк Йон. По мере роста популярности группы CKY участие Джесса в съемках видео становилось все более ограниченным, а гастроли и записи занимали большую часть его времени.
В первом фильме снялась команда, а также Гилл (Райан Ги), Майк Мальдонадо, Крис Аспит и Керри Гетц. Отец Бэма, Фил Марджера, также появился в первом фильме. Бывшая девушка Бэма Дженн Ривелл и Дэвид Декуртис по кличке «Голый Дэйв» снялись во втором фильме, в котором также снялась мать Бэма Эйприл Марджера. Крис Рааб снялся в третьем фильме, в котором также снялись участники группы CKY Дерон Миллер и Чад Гинсбург, а также Тони Хоук и Брэндон Новак. Дядя Бэма Винсент Марджера по кличке «Дон Вито» снялся в четвёртом фильме. Дочь Дженн Ривелл также можно увидеть в некоторых клипах.
Благодаря роликам CKY Бэм и его друзья привлекли внимание Джеффа Тремейна, который взял их в состав актёрского состава сериала «Чудаки», выходившего в течение трех сезонов на MTV. Большинство сценок «Чудаков» с участием команды CKY были взяты из ранее выпущенного материала CKY или записаны командой в Уэст-Честере, в то время как лос-анджелесская группировка команды «Чудаков» с участием Джонни Ноксвилла, Ви Мэна, Криса Понтиуса и других записывалась в Калифорнии. Последующий спин-офф MTV под названием Viva La Bam следовал за Бэмом Марджерой и его командой, когда они пытали семью Марджера и сеяли хаос в Уэст-Честере и по всему миру.